# Hrabstwo Edmunds
Hrabstwo Edmunds (ang. Edmunds County) – hrabstwo w stanie Dakota Południowa w Stanach Zjednoczonych. Obszar całkowity hrabstwa obejmuje powierzchnię 1151,16 mil² (2981,49 km²). Według szacunków United States Census Bureau w roku 2009 miało 3935 mieszkańców.
Hrabstwo powstało w 1873 roku. Na jego terenie znajdują się następujące gminy (townships): Adrian, Belle, Bowdle, Bryant, Clear Lake, Cleveland, Cloyd, Cordlandt, Cottonwood Lake, Fountain, Glen, Glover, Harmony, Hillside, Hosmer, Hudson, Huntley, Ipswich, Kent, Liberty, Madison, Modena, Montpelier, North Bryant, Odessa, Pembrook, Powell, Richland, Rosette, Sangamon, Union, and Vermont.

## Miejscowości
- Bowdle
- Hosmer
- Ipswich
- Roscoe